# Sepideh Rashnu
Sepideh Rashnu o Sepidé Rashno (en persa: سپیده رشنو) (Khurramabad, 21 d'octubre de 1994) és una escriptora i activista política iraniana, que va ser empresonada per protestar contra les accions de Rayeheh Rabii o Rayehé Rabiei, una col·laboradora de la Patrulla d'orientació de la policia iraniana, que li volia fer valer la política del hijab obligatori a l'Iran.
Rashnu va ser arrestada el 16 de juliol de 2022 i la detenció es va produir després que un vídeo d'una baralla entre Rashnu i Rabii en un autobús es fes viral. L'incident va passar quan Rabii va intentar imposar a Rashnu la política del hijab obligatori a l'Iran perquè, segons ella, no portava el vel islàmic «correctament» posat. També es diu que Rashnu va ser agredida durant l'incident. Més tard, el juliol de 2022, la televisió estatal, IRIB, va reproduir un vídeo de les confessions de Rashnu, que es diu que s'havia gravat sota coacció. Uns dies abans de l'enregistrament de la confessió va estar en un hospital de Teheran, a causa d'un sagnat intern, possiblement a causa de la tortura. El 30 d'agost de 2022 va ser alliberada de la presó d'Evin aportant 8 bilions d'IRR com a garantia. Després d'un llarg procés judicial, el 17 de febrer de 2024, va ser condemnada a 3 anys i 11 mesos de presó, amb efecte d'ingrés immediat a la presó d'Evin i la prohibició de sortir del país.